# Rolf Fischer (General)
Rolf Fischer (* 3. August 1930 in Rübeland; † 15. April 2013) war ein deutscher Generalmajor der Zivilverteidigung der DDR. 

## Leben
Der Sohn eines Modelltischlers absolvierte nach dem Besuch der Schule mit Abschluss der mittleren Reife von 1947 bis 1950 eine Lehre zum Verwaltungsangestellten. 
1949 trat er in die SED ein. Von 1950 bis 1952 studierte er an der Deutschen Verwaltungsakademie in Forst Zinna. Nach Tätigkeiten im Rat des Bezirkes Magdeburg 1952/53 und beim Staatssekretär für Innere Angelegenheiten der DDR von 1953 bis 1955, trat er 1955 in die Deutsche Volkspolizei ein und war erst im Brandschutz, dann im Luftschutz des MdI tätig. 1968 wurde er 1. Stellvertreter des Chefs des Stabes der Zivilverteidigung der DDR, 1976 als Nachfolger von Generalmajor Rudolf Trinks Stellvertreter des Leiters der Zivilverteidigung und Chef des Stabes. Am 10. Februar 1978 wurde er von Erich Honecker zum Generalmajor ernannt und war dann von 1978 bis 1986 Chef des Bevölkerungs- und Volkswirtschaftsschutzes der Zivilverteidigung der DDR. Zuletzt war er von 1986 bis 1990 Stellvertretender Leiter der Zivilverteidigung und Chef der Verwaltung I.
Fischer starb im Alter von 82 Jahren.

## Auszeichnungen
- 1972 Vaterländischer Verdienstorden in Bronze und 1983 in Silber
- 1983 Friedrich-Engels-Preis
- 1988 Scharnhorst-Orden